# 比翼は愛薊の彼方へ〜連理の夢〜
『比翼は愛薊の彼方へ～連理の夢～』（ひよくはあざみのかなたへ～れんりのゆめ～）は、イーアンツ（Sandal Dash）から2008年より発売されたボーイズラブ系アダルトゲーム。
比翼シリーズ3作品目にあたる。
原画は川合正起・川合佐保、シナリオは蟹原舞奈が担当。
ダウンロード販売サイト、FANZAGAMES、DLsiteにて販売中。
ダウンロード版のみWindows 10対応。

## ストーリー
春秋戦国時代の趙国が舞台。主人公・相如は兄の繆賢と共に第二皇子である恵珂に仕えている。恵珂は人を寄せ付けず、あまり笑顔を見せないが、繆賢だけには心を開き親友という関係。そんな二人を羨ましく思い、いつしか相如は恵珂にひそかな想いを寄せるようになっていた。ある日、恵珂の父・武霊王に後継者をかけて三兄弟で争いあうことを命じられる。三兄弟は不戦の協定を結ぶが、それは嘘の協定であった。恵珂暗殺のときが、すぐそこまで迫っていた。

## シリーズ作品
2006年11月24日発売 比翼は愛薊の彼方へ～未了の因～
2007年08月10日発売 比翼は愛薊の彼方へ～久遠の想～
2008年09月12日発売 比翼は愛薊の彼方へ～連理の夢～
2008年09月12日発売 比翼絵巻箱　限定プレミアムBOX
未了の因、久遠の想、連理の夢、比翼粋画集、比翼彩奏盤（主題歌・サウンドトラック）をBOXに収めたもの。
2009年01月23日発売 比翼は愛薊の彼方へ　完全ビジュアルブック
描き下ろしイラスト、書き下ろし小説を収録。登場キャラクター、イベントCGで三作品のストーリーを紹介。開発スタッフの裏設定や秘話なども掲載。
B’sLOG COLLECTION 出版社：エンターブレイン 大型本：208ページ

## 登場人物
相如（そうじょ）
声：悠輝タクト
主人公。
趙国の第二皇子・恵珂の臣下。兄・繆賢のおかげで恵珂の傍付きになった。
少女めいた優しい顔立ちに、ほっそりとした小柄な体型。温和で人当たりがよく、宮殿内だけではなく、街中にも顔見知りが多い。
優しくて優秀な兄・繆賢を尊敬し、自分も兄のようになりたいと思っている。その反面、兄に対して強い劣等感を抱えている。
恵珂にひそかに想いを寄せているが、うまく接する事ができないのが悩み。
陸啓とは親友。廉頗の教え子。
藺相如という実在の人物がモデル。
恵珂（けいか）
声：紀之
趙国の第二皇子。
長身で切れ長の目をした美形。王太子より王に溺愛されている。そのため幼い頃から妬まれ、権力を狙う者達に命を狙われている。
自分を守るために周りにいる人々が傷つく事を恐れて、次第に誰も寄せ付けないようになった。本当は関わりたいが、どう話せばいいのかわからず、相手を突き放している。
自分を表現するのが苦手で不愛想。いつも物静かで、どこか寂しげ。それでも自分の懐に入って来る人に対しては弱く、繆賢だけには心を開き、親友関係である。
詩や物語の書物が好き。
繆賢（びゅうけん）
声：大原崇
相如の兄で、恵珂の一番の腹心。
優しい顔立ちで長身。
誰からも好かれ優秀すぎた為に、王太子・璋瑶の怒りを買い、第二皇子・恵珂に仕える事になった。
臣下にも関わらず、恵珂に対して友達のように接する。
弟の相如に対しては兄弟以上の感情を持っているが、あえて伏せている。
繆賢（宦官）という実在の人物がモデル。
璋瑶（しょうよう）
声：野瀬育二
趙国の第一皇子にして王太子。
優し気な見た目とは裏腹に、嫉妬深く怒りっぽい性格。
権力欲にとりつかれている。
恵珂と翔ケイの兄であり、王の後継者と決まっていた。しかし突然、武霊王の命により後継者の座を皇子3人で争う事になり、恵珂を激しく憎んでいた事から、翔ケイと共謀し恵珂暗殺を企てる。
隣の燕国を狙っていて、燕国の国使達にその罪を被せ、戦争をする口実にしようとする。
とあるルートでは、嫉妬で狂った相如に簡単に騙されてしまう。
章という実在の人物がモデル。
翔璟（しょうけい）
声：阿部敦
璋瑶と恵珂の弟で趙の第三皇子。
吊り目の三白眼に、筋肉質な体型。
頭脳明晰で優秀だが、残忍な性格で、常に人を見下している。
父王にもっとも愛されている恵珂を憎く思っている。
表向きは二人の兄に従順だが、心の中では軽視している。
王宮内に自分の立場を確立したいという欲求があり、王座を奪う機会を待っていた。
自分と母親が同じ璋瑶だけを兄貴と呼び、璋瑶と共謀して恵珂暗殺を企てる。
暗殺者を含む多くの食客を抱えている。凶と滅の雇い主。
勝（後に平原君）という実在の人物がモデル。
廉頗（れんぱ）
声：四宮豪
趙国の将軍。王太子・璋瑶の臣下で、趙王の腹心。臣下として、主君の言葉には忠実に従う。それと同時に常に大儀にも従う。自らが行うべき重大な道義を見失わず、主君と国に対してなすべきことを忠実に実行する。翔ケイの食客である凶と滅をはじめ、多くの食客や兵達を率いて、恵珂の暗殺をするように命令される。
皇子の三人が争う前は、相如の良き先輩だった。争いが始まってからは、仲の良かった相如とも敵対するが、影からそっと忠告したりする一面も。
自分に厳しく、王の命令を絶対にこなすが、相如に対しては冷徹になりきれない部分がある。教え子に手を出してはいけないと、相如への愛を律している。
廉頗という実在の人物がモデル
凶（きょう）
声：鈴木貴征
翔ケイの食客のひとり。恵珂暗殺の役割を担う双子の暗殺者。どちらが兄か弟かは不明。
体の右側に入れ墨が入っており、入れ墨は水を表現している。
毒に対する耐性があるため、髪が白髪である。本名や経歴は不明。
残酷な事を言い、相手を無邪気に挑発するのが好きで、人を殺す事に快楽を覚えている。
殺害対象の狩りの時間を長く楽しみにたいのに、滅がいつもすぐに仕留めてしまう事を不満に思っている。
滅（めつ）
声：天城大智
翔ケイの食客のひとり。恵珂暗殺の役割を担う双子の暗殺者。どちらが兄か弟かは不明。
幼い頃から凶と共に暗殺を生業として生きてきた。凶とは対照的に、体の左側に入れ墨がある。入れ墨は炎を表現している。
感情が読めない暗殺のプロ。口数が少なく、感情表現が乏しい。
金銭次第では雇い主にも手をかける残酷非道な仕事ぶりだが、凶とは違い殺しに快楽を覚えることはない。
人と肌を合わせる事で、心の壁が取り払われる気がした。
陸啓（りくけい）
声：加藤寛規
恵珂の臣下で衛兵。
相如と同じ時期に城に上がり、同じ主君に仕えた仲間で親友。廉頗の教え子。
素直で明るい裏表のない性格。相如が心を開ける数少ない相手。
相如が兄のおかげで傍付きになる異例の出世をしても、妬んだりしなかった。
陸啓は相如の事が好きだが、相如は友達としか思っていない。
武霊王（ぶれいおう）
声：萩野晴朗
趙国を強国にした王。
厳格で冷酷な性格。目的の為には手段を択ばない。
恵珂が王になる器であると見込み、異常でないほど溺愛している。
ある日突然三人の皇子に後継者争いを始めさせて、皆の嫉妬と野心を駆り立てた。
王には優しは無用で、それがある限り偉大な王にはなれないと考えている。
燕とは友好関係にあるが、いつでも戦の準備をしている。
昭王（しょうおう）
声：最上嗣生
燕国の王。
前二作「未了の因」と「久遠の想」の主人公。久遠の想から3年経ち、王として人間的にも成長した姿で登場。
相変わらず活発に動いており、自分の立場にあった行動をするよう、家臣達には諫められている。
偶然街で会った、ひどく落ち込んでいた相如を力強く励ます。
郭隗（かくかい）
声：一条和也
燕国一の将軍。前二作「未了の因」と「久遠の想」の登場人物。
鴻将とのふたつ名があり、その名は天下に轟いている。そのことから友好国であろうと、戦国の世では簡単に身分を明かせない。
昭王を護衛している。
趙魏（ちょうぎ）
声：伊藤健太郎
燕国の将軍。
前二作「未了の因」と「久遠の想」の登場人物。
昭王が国王になってから三年の月日が経ち、将軍としての風格が漂っている。
趙国でも数々の武勇伝が知られており「山賊上がり」「燕国一の男前」と噂されている。
たびたび宮殿で出会う相如を励ました。

## 主題歌
オープニングテーマ
「明天」
作詞：佐久間大介　作曲：佐久間大介　編曲：折倉俊則
歌：あるるかん